# Campodorus hyperboreus
Campodorus hyperboreus là một loài tò vò trong họ Ichneumonidae.